# Chambray-lès-Tours
Chambray-lès-Tours és un municipi francès, situat al departament de l'Indre i Loira i a la regió de Centre – Vall del Loira. L'any 2007 tenia 10.719 habitants.

## Demografia

### Població
El 2007 la població de fet de Chambray-lès-Tours era de 10.719 persones. Hi havia 4.777 famílies, de les quals 1.734 eren unipersonals (709 homes vivint sols i 1.025 dones vivint soles), 1.491 parelles sense fills, 1.255 parelles amb fills i 297 famílies monoparentals amb fills.
La població ha evolucionat segons el següent gràfic:
Habitants censats

### Habitatges
El 2007 hi havia 5.396 habitatges, 4.893 eren l'habitatge principal de la família, 226 eren segones residències i 277 estaven desocupats. 2.728 eren cases i 2.381 eren apartaments. Dels 4.893 habitatges principals, 2.458 estaven ocupats pels seus propietaris, 2.356 estaven llogats i ocupats pels llogaters i 79 estaven cedits a títol gratuït; 748 tenien una cambra, 528 en tenien dues, 852 en tenien tres, 973 en tenien quatre i 1.792 en tenien cinc o més. 3.632 habitatges disposaven pel capbaix d'una plaça de pàrquing. A 2.580 habitatges hi havia un automòbil i a 1.839 n'hi havia dos o més.

### Piràmide de població
La piràmide de població per edats i sexe el 2009 era:
| Homes | Edats   | Dones |
| ----- | ------- | ----- |
| 4     | 95 o +  | 28    |
| 12    | 90 a 94 | 56    |
| 56    | 85 a 89 | 72    |
| 72    | 80 a 84 | 108   |
| 148   | 75 a 79 | 196   |
| 160   | 70 a 74 | 196   |
| 220   | 65 a 69 | 252   |
| 184   | 60 a 64 | 196   |
| 208   | 55 a 59 | 244   |
| 340   | 50 a 54 | 344   |
| 332   | 45 a 49 | 420   |
| 352   | 40 a 44 | 348   |
| 344   | 35 a 39 | 360   |
| 376   | 30 a 34 | 376   |
| 476   | 25 a 29 | 504   |
| 392   | 20 a 24 | 516   |
| 340   | 15 a 19 | 288   |
| 352   | 10 a 14 | 264   |
| 276   | 5 a 9   | 284   |
| 284   | 0 a 4   | 284   |

## Economia
El 2007 la població en edat de treballar era de 7.230 persones, 5.250 eren actives i 1.980 eren inactives. De les 5.250 persones actives 4.758 estaven ocupades (2.435 homes i 2.323 dones) i 492 estaven aturades (227 homes i 265 dones). De les 1.980 persones inactives 520 estaven jubilades, 1.027 estaven estudiant i 433 estaven classificades com a «altres inactius».

### Ingressos
El 2009 a Chambray-lès-Tours hi havia 4.706 unitats fiscals que integraven 10.456 persones, la mediana anual d'ingressos fiscals per persona era de 20.664,5 €.

### Activitats econòmiques
Dels 965 establiments que hi havia el 2007, 6 eren d'empreses extractives, 9 d'empreses alimentàries, 4 d'empreses de fabricació de material elèctric, 2 d'empreses de fabricació d'elements pel transport, 29 d'empreses de fabricació d'altres productes industrials, 91 d'empreses de construcció, 312 d'empreses de comerç i reparació d'automòbils, 25 d'empreses de transport, 39 d'empreses d'hostatgeria i restauració, 26 d'empreses d'informació i comunicació, 55 d'empreses financeres, 59 d'empreses immobiliàries, 102 d'empreses de serveis, 165 d'entitats de l'administració pública i 41 d'empreses classificades com a «altres activitats de serveis».
Dels 178 establiments de servei als particulars que hi havia el 2009, 1 era una gendarmeria, 2 oficines de correu, 9 oficines bancàries, 2 funeràries, 24 tallers de reparació d'automòbils i de material agrícola, 2 tallers d'inspecció tècnica de vehicles, 11 establiments de lloguer de cotxes, 1 autoescola, 11 paletes, 11 guixaires pintors, 16 fusteries, 13 lampisteries, 10 electricistes, 9 empreses de construcció, 10 perruqueries, 2 veterinaris, 20 restaurants, 18 agències immobiliàries, 2 tintoreries i 4 salons de bellesa.
Dels 137 establiments comercials que hi havia el 2009, 1 era, 3 supermercats, 7 grans superfícies de material de bricolatge, 6 fleques, 3 carnisseries, 1 una carnisseria, 3 llibreries, 21 botigues de roba, 17 botigues d'equipament de la llar, 5 sabateries, 4 botigues d'electrodomèstics, 33 botigues de mobles, 8 botigues de material esportiu, 5 botigues de material de revestiment de parets i terra, 6 drogueries, 2 perfumeries, 4 joieries i 8 floristeries.
L'any 2000 a Chambray-lès-Tours hi havia 10 explotacions agrícoles que ocupaven un total de 222 hectàrees.

## Equipaments sanitaris i escolars
El 2009 hi havia 2 hospitals de tractaments de curta durada, 1 centre d'urgències, 1 maternitat i 4 farmàcies.
El 2009 hi havia 3 escoles maternals i 4 escoles elementals. Chambray-lès-Tours disposava d'un col·legi d'educació secundària amb 220 alumnes.

## Poblacions més properes
El següent diagrama mostra les poblacions més properes.